# 11 Orionis
Désignations
11 Orionis (abrégé en 11 Ori) est une étoile de la constellation d'Orion, située près de la frontière avec celle du Taureau. Elle est visible à l’œil nu avec une magnitude apparente de 4,65. D'après la mesure de sa parallaxe annuelle par le satellite Gaia, l'étoile est située à environ ∼ 418 a.l. (∼ 128 pc) de la Terre. Elle s'en éloigne à une vitesse radiale héliocentrique de +22 km/s. Elle ne possède pas de compagnon stellaire connu.
11 Orionis est classée comme une étoile sous-géante bleue-blanc de type spectral B9IV ou comme une étoile blanche de la séquence principale de type spectral A1V. Il s'agit une étoile chimiquement particulière, plus particulièrement une étoile Ap, avec des raies de silicium et de chrome particulièrement marquées dans son spectre. Il s'agit également d'une variable de type α2 CVn, dont la magnitude apparente varie entre 4,65 et 4,69 sur une période de 4,64 jours. Le champ magnétique mesuré à partir de ses raies métalliques a une force de +160 ± 390 G.
11 Orionis est 3,6 fois plus grande que le Soleil. Elle est 220 fois plus lumineuse que le Soleil et sa température de surface est de 9 520 K. Elle tourne sur elle-même assez lentement pour une étoile de type A, avec une vitesse de rotation projetée de 36 km/s.